# Dell Curry
Wardell Stephen "Dell" Curry (Harrisonburg, 25 juni 1964) is een Amerikaans voormalig basketballer en basketbalcoach.

## Carrière
Curry speelde van 1982 tot 1986 collegebasketbal voor de Virginia Tech Hokies. Curry kwam in 1986 via de NBA Draft bij Utah Jazz terecht nadat hij als 15e gekozen werd in de eerste ronde. Hij speelde een seizoen voor Utah voordat hij in 1987 werd geruild naar de Cleveland Cavaliers samen met Kent Benson voor Darryl Dawkins en Melvin Turpin, waar hij het seizoen 1987/88 doorbracht. Voor het seizoen 1988/89 werd hij via de NBA Expansion Draft 1988 geselecteerd voor de Charlotte Hornets, een van de twee nieuwe ploegen in de NBA. Bij deze club bracht hij 10 seizoenen door. In het seizoen 1993/94 won hij de NBA Sixth Man of the Year Award. Curry speelde vervolgens één seizoen voor de Milwaukee Bucks en drie seizoenen voor de Toronto Raptors.
In 1991 speelde Curry samen met Muggsy Bogues een honkbalwedstrijd voor de Gastonia Rangers. In 2007 was hij kort assistent-coach bij de Charlotte Bobcats.

## Privéleven
Zijn twee zonen Stephen Curry en Seth Curry werden beiden ook profbasketballers. Zijn dochter trouwde met basketballer Damion Lee.

## Erelijst
- NBA Sixth Man of the Year Award: 1994
- Nummer 30 teruggetrokken door de Virginia Tech Hokies
- Virginia Tech Sports Hall of Fame: 1996[3]
- Virginia Sports Hall of Fame: 2004[4]
- Bobby Jones Award: 2016[5]

## Statistieken

### Regulier seizoen
| Seizoen  | Team                | WG   | WS | MPW  | 2P%  | 3P%  | FW%  | RPW | APW | SPW | BPW | PPW  |
| -------- | ------------------- | ---- | -- | ---- | ---- | ---- | ---- | --- | --- | --- | --- | ---- |
| 1986/87  | Utah Jazz           | 67   | 0  | 9,5  | 42,6 | 28,3 | 78,9 | 1,2 | 0,9 | 0,4 | 0,1 | 4,9  |
| 1987/88  | Cleveland Cavaliers | 79   | 8  | 19,0 | 45,8 | 34,6 | 78,2 | 2,1 | 1,9 | 1,2 | 0,3 | 10,0 |
| 1988/89  | Charlotte Hornets   | 48   | 0  | 16,9 | 49,1 | 34,5 | 87,0 | 2,2 | 1,0 | 0,9 | 0,1 | 11,9 |
| 1989/90  | Charlotte Hornets   | 67   | 13 | 27,8 | 46,6 | 35,4 | 92,3 | 2,5 | 2,4 | 1,5 | 0,4 | 16,0 |
| 1990/91  | Charlotte Hornets   | 76   | 14 | 19,9 | 47,1 | 37,2 | 84,2 | 2,6 | 2,2 | 1,0 | 0,3 | 10,6 |
| 1991/92  | Charlotte Hornets   | 77   | 0  | 26,2 | 48,6 | 40,4 | 83,6 | 3,4 | 2,3 | 1,2 | 0,3 | 15,7 |
| 1992/93  | Charlotte Hornets   | 80   | 0  | 26,2 | 45,2 | 40,1 | 86,6 | 3,6 | 2,3 | 1,1 | 0,3 | 15,3 |
| 1993/94  | Charlotte Hornets   | 82   | 0  | 26,5 | 45,5 | 40,2 | 87,3 | 3,2 | 2,7 | 1,2 | 0,3 | 16,3 |
| 1994/95  | Charlotte Hornets   | 69   | 0  | 24,9 | 44,1 | 42,7 | 85,6 | 3,4 | 1,6 | 0,8 | 0,3 | 13,6 |
| 1995/96  | Charlotte Hornets   | 82   | 29 | 28,9 | 45,3 | 40,4 | 85,4 | 3,2 | 2,1 | 1,3 | 0,3 | 14,5 |
| 1996/97  | Charlotte Hornets   | 68   | 20 | 30,6 | 45,9 | 42,6 | 80,3 | 3,1 | 1,7 | 0,9 | 0,2 | 14,8 |
| 1997/98  | Charlotte Hornets   | 52   | 1  | 18,7 | 44,7 | 42,1 | 78,8 | 1,9 | 1,3 | 0,6 | 0,1 | 9,4  |
| 1998/99  | Milwaukee Bucks     | 42   | 0  | 20,6 | 48,5 | 47,6 | 82,4 | 2,0 | 1,1 | 0,9 | 0,1 | 10,1 |
| 1999/00  | Toronto Raptors     | 67   | 9  | 16,3 | 42,7 | 39,3 | 75,0 | 1,5 | 1,3 | 0,5 | 0,1 | 7,6  |
| 2000/01  | Toronto Raptors     | 71   | 1  | 13,5 | 42,4 | 42,8 | 84,3 | 1,2 | 1,1 | 0,4 | 0,1 | 6,0  |
| 2001/02  | Toronto Raptors     | 56   | 4  | 15,8 | 40,6 | 34,4 | 89,2 | 1,4 | 1,1 | 0,4 | 0,1 | 6,4  |
| Carrière | Carrière            | 1083 | 99 | 21,7 | 45,7 | 40,2 | 84,3 | 2,4 | 1,8 | 0,9 | 0,2 | 11,7 |

### Play-offs
| Seizoen  | Team                | WG | WS | MPW  | 2P%  | 3P%  | FW%   | RPW | APW | SPW | BPW | PPW  |
| -------- | ------------------- | -- | -- | ---- | ---- | ---- | ----- | --- | --- | --- | --- | ---- |
| 1986/87  | Utah Jazz           | 2  | 0  | 2,0  | 0,0  | 0,0  | —     | 0,0 | 0,0 | 0,0 | 0,0 | 0,0  |
| 1987/88  | Cleveland Cavaliers | 2  | 0  | 8,5  | 25,0 | 0,0  | —     | 0,5 | 1,0 | 0,0 | 0,5 | 1,0  |
| 1992/93  | Charlotte Hornets   | 9  | 0  | 24,7 | 43,3 | 28,6 | 81,8  | 3,6 | 2,0 | 1,4 | 0,0 | 11,0 |
| 1994/95  | Charlotte Hornets   | 4  | 0  | 26,8 | 47,1 | 42,9 | 90,9  | 2,3 | 1,5 | 0,0 | 0,0 | 12,8 |
| 1996/97  | Charlotte Hornets   | 3  | 1  | 16,7 | 29,4 | 25,0 | 100,0 | 0,3 | 1,7 | 1,3 | 0,0 | 4,7  |
| 1997/98  | Charlotte Hornets   | 9  | 0  | 19,0 | 59,3 | 25,0 | 85,7  | 2,1 | 1,1 | 0,8 | 0,3 | 5,8  |
| 1998/99  | Milwaukee Bucks     | 3  | 0  | 16,3 | 40,4 | 12,5 | 100,0 | 1,3 | 0,3 | 1,0 | 0,0 | 3,0  |
| 1999/00  | Toronto Raptors     | 3  | 0  | 10,0 | 13,3 | 66,7 | 50,0  | 0,7 | 0,3 | 0,7 | 0,0 | 2,3  |
| 2000/01  | Toronto Raptors     | 12 | 0  | 15,2 | 50,0 | 37,8 | 83,3  | 1,2 | 0,8 | 0,5 | 0,1 | 6,5  |
| 2001/02  | Toronto Raptors     | 4  | 0  | 14,8 | 42,2 | 80,0 | 100,0 | 1,3 | 1,0 | 1,3 | 0,5 | 7,0  |
| Carrière | Carrière            | 51 | 1  | 17,5 | 40,0 | 35,0 | 87,0  | 1,7 | 1,1 | 0,8 | 0,1 | 6,7  |